# Шахболаги
Шахболаги (перс. شاه بلاغي‎) — село на севере Ирана, в остане Тегеран. Входит в состав шахрестана Демавенд. Является частью дехестана (сельского округа) Эбершиве бахша Меркези.

## География
Село находится в восточной части остана, к югу от автодороги 79, на расстоянии приблизительно 30 километров (по прямой) к востоко-юго-востоку от города Демавенд, административного центра шахрестана. Абсолютная высота — 2026 метров над уровнем моря.

## Население
По данным переписи 2006 года население села составляло 9 человек (9 мужчин). В Шахболаги насчитывалось 6 домохозяйств. Уровень грамотности населения составлял 77,8 %.
В 2016 году постоянное население в селе отсутствовало.